# Гајане
Гајане (јерм. Գայանե; рус. Гаянэ) је балет у четири чина на музику Арама Хачатуријана.  
Најчувеније нумере из овог балета су Игра сабљама и адађо. 
Музика је настала пре 1939, када је први пут изведена као балет „Срећа” (рус. Счастье). Балет је прерађен 1941-1942. по либрету Константина Державина. Кореограф је била Державинова супруга Нина Александровна Анисимова. Балет Гајане је имао премијеру 9. децембра 1942. у Перму, где је Балет Киров био евакуисан током Другог светског рата. Музика је истовремено емитована на радију. 
Оригинална верзија је била прича о младој Јерменки Гајани која се ломи између љубави према супругу и својим осећањиима када открије да је он издајник нације. У каснијим верзијама (1952. и 1957) више је наглашавана романтична прича, а мање патриотизам.  